# Dasarath Deb
Dasarath Deb, född 2 februari 1916, död 14 oktober 1998, var en politisk ledare i den indiska delstaten Tripura. Han ledde Ganamukti Parishad och var lokal ledare för Communist Party of India (Marxist). Deb satt som ledamot av Lok Sabha mellan 1952 och 1977. Han är den hittills ende chefsministern (Chief Minister) i Tripura från ett av stamfolken.